# 田中克己 (詩人)
田中 克己（たなか かつみ、1911年（明治44年）8月31日 - 1992年（平成4年）1月15日）は、日本の詩人・東洋史学者。

## 生涯
出生から修学期
1911年、大阪府で生まれた。東京帝国大学東洋史学科で学び、1934年に卒業。在学中の1932年、保田與重郎、肥下恆夫、中島栄次郎、松下武雄、小高根太郎、杉浦正一郎、服部正己ら大阪高等学校同窓生と文芸同人誌『コギト』を創刊。1936年堀辰雄の推挙により、詩誌『四季』(第2次)同人となり、津村信夫や神保光太郎と共に編集にも携わった。1941年詩文集『楊貴妃とクレオパトラ』で第5回北村透谷記念文学賞受賞。
戦中
1942年1月、文士徴用軍属の第2陣として北川冬彦、中島健蔵、神保光太郎らと共に南方戦線後方(シンガポール・スマトラ)へ派遣された。年末に帰国。1945年3月に応召入隊。二等兵として河北省に出征。敗戦とともに現地除隊となった。北京、天津へ移動し、1946年2月に帰還を果たした。
太平洋戦争後
敗戦により皇国史観を捨て、のち1962年キリスト教(プロテスタント派)に改宗した。
戦後は天理図書館、滋賀県立短期大学、帝塚山学院短期大学に勤務。帝塚山学院短期大学では杉山平一と小野十三郎が同僚であった。その後東洋大学に転じ、1959年より成城大学教授。この間、天野忠、井上多喜三郎、小高根二郎ら関西の詩人達と詩誌『コルボウ』『詩人学校』『骨』『果樹園』を創刊して交わった。晩年、第5次『四季』を再刊主宰。1982年に成城大学を定年退任し、名誉教授となった。1992年に死去。

## 受賞・栄典
- 1941年：詩文集『楊貴妃とクレオパトラ』で第5回北村透谷記念文学賞を受賞。

## 研究内容・業績
研究者としては、唐宋漢詩に造詣が深く、李白をはじめとする多くの訳書・評伝を残した。博識な語学力を生かして、余技のドイツ語においてもハイネ訳詩集を出しており、版を重ねた。
詩人または創作活動について
癇癪が持ち前であり、詩人としての顔をもつ。昭和10年代の詩壇において主に『コギト』『四季』『文藝文化』など抒情詩精神を標榜する同人誌を中心に活躍した。初期にモダニズムの影響を蒙るも、所謂『日本浪曼派』の文化圏にあって（自身は同人に未加入)、同じく硬質の抒情を能くした伊東静雄のライバルと目された。

## 著作
詩歌集
- 『詩集 西康省』コギト発行所 1938
- 詩集『大陸遠望』子文書房(文芸文化叢書 8) 1940
- 詩集『神軍』天理時報社 1942
- 従軍詩歌集『南の星』]創元社 1944
- 歌集『戦後吟』文童社 1955
- 詩集『悲歌』果樹園発行所(果樹園叢書) 1956
- 『田中克己詩集 1932-1934 自選自筆覆刻版』麥書房 1982
- 詩集『神聖な約束』麥書房 1983
- 『田中克己詩集』潮流社 1996 - 全詩集

著書
- 『楊貴妃とクレオパトラ』ぐろりあ・そさえて(新ぐろりあ叢書 22) 1941
  - 再版 元々社(民族教養新書 28) 1955
- 『李太白』日本評論社(東洋思想叢書 15) 1944
  - 再版 元々社(民族教養新書 9) 1954
- 『李白』筑摩書房(鑑賞世界名詩選) 1955
- 『中国后妃伝』筑摩書房(グリーンベルト・シリーズ) 1964
- 『杜甫伝』講談社 1976
- 『中国の自然と民俗』研文出版 1980
- 『蘇東坡』研文出版 1983

共編著
- 『コギト詩集』保田與重郎・肥下恒夫共編 山雅房 1941
- 『大唐の春』(大世界史 4) 石田幹之助共著、文藝春秋 1967

訳書
- 『青い花』ノヴァーリス著、第一書房 1936、別装再版1937, 新装版1939
- 『ヒアシンスと花薔薇』ノヴァーリス著、服部正己共訳、山本書店(山本文庫) 1936
- 『北方ツングースの社会構成』セルゲイ・シロコゴロフ（英語版）著、川久保悌郎共訳、岩波書店(東亜研究叢書) 1941
- 『西太后に侍して』徳齢著、太田七郎共訳、生活社(中国文学叢書) 1942
  - 改訂新版『西太后に侍して：紫禁城の二年間』研文社 1997
    - 講談社学術文庫 2023 - 加藤徹解説
- 『狐の詩情』蒲松齢著、養徳社(養徳叢書) 1948
- 『ハイネ詩抄』三興出版部、1948
- 『ゲエテ詩集 新しい恋』文童社(コルボウシリーズ) 1949
- 『ハイネ詩集』酣燈社 詩人全書 1950
- 『ハイネ恋愛詩集』角川書店 1951
  - 角川文庫 1953、改版1966
- 『白楽天』(漢詩大系 12) 集英社 1964
  - 新版『白居易』(漢詩選 10) 集英社 1996
- 『白楽天』(中国詩人選 4) 集英社 1966
  - 新版『白楽天』(世界の詩 中国名詩鑑賞5) 小沢書店(小沢クラシックス) 1996
- 『唐代詩集 上』(中国古典文学大系 17) 平凡社 1969、復刊 1994 - 小山正孝・小野忍分担共訳[1]
  - 改訂版『天遊の詩人 李白』(中国の名詩 4) 平凡社 1982

## 参考
- 『日本近代文学大辞典』講談社、1984